# Diecezja Feldkirch
Diecezja Feldkirch (łac.: Dioecesis Campitemplensis, niem.: Diözese Feldkirch) – diecezja Kościoła katolickiego w Austrii, położona w zachodniej części kraju. Obejmuje całość terytorium kraju związkowego Vorarlberg. Siedziba biskupa znajduje się w katedrze św. Mikołaja w Feldkirch.

## Historia

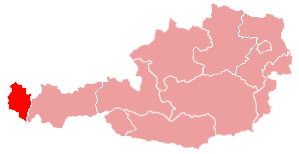
Diecezja na mapie administracyjnej Kościoła katolickiego w Austrii

Chrześcijaństwo na obszarze dzisiejszego Vorarlbergu pojawiło się w pierwszych wiekach naszej ery. Teren ten należał od czasów średniowiecza do dwóch biskupstw: na południu - Chur, na północy - Konstancji, a na północnym wschodzie - Augsburga. Pierwsze próby utworzenia osobnej diecezji dla Vorarlbergu pojawiły się za panowania cesarza Józefa II, jednak zostały one zwieńczone częściowo kilkanaście lat po jego śmierci tym, że w 1816 roku diecezja Chur, a następnie w 1819 roku diecezja konstancka oddały część swojego terytorium na rzecz diecezji Brixen. Na terytorium Vorarlbergu ustanowiono wikariat generalny z siedzibą w Feldkirch, a generalny wikariusz otrzymał tytuł biskupa pomocniczego (sufragana).
Po zakończeniu I wojny światowej Tyrol Południowy został włączony do państwa włoskiego, w tym w jego granicach znalazła się diecezja Brixen, w związku z czym w 1921 roku papież Benedykt XV utworzył administraturę apostolską Innsbruck-Feldkirch, którą jego następca Pius IX podporządkował w 1925 roku bezpośrednio Stolicy Apostolskiej.
6 sierpnia 1964 roku administratura apostolska Innsbruck-Feldkirch została podniesiona do rangi pełnoprawnej diecezji innsbruckiej. 8 grudnia 1968 roku papież Paweł VI bullą Christi caritas wydzielił z jej terenów obszar kraju związkowego Vorarlberg powołując do życia diecezję Feldkirch i podporządkowując ją metropolii salzburskiej.

## Biskupi
- Biskup ordynariusz: bp Benno Elbs

## Podział administracyjny
Diecezja według stanu na 31 grudnia 2008 roku składa się z 9 dekanatów, w skład których wchodzą 124 parafie:
- dekanat Bludenz-Sonnenberg
- dekanat Bregenz
- dekanat Dornbirn
- dekanat Feldkirch
- dekanat Hinterwald
- dekanat Montafon
- dekanat Rankweil
- dekanat Vorderwald-Kleinwalsertal
- dekanat Walgau-Walsertal

## Główne świątynie
Do najważniejszych świątyń należą:
- Katedra św. Mikołaja w Feldkirch
- Bazylika Dobrej Pani w Rankweil